# Enrique de Larrañaga
Enrique de Larrañaga (* 19. März 1900 in San Andrés de Giles; † 29. Juli 1956 in Buenos Aires) war einer der herausragenden traditionellen Maler Argentiniens.

## Leben und Werk
Enrique José de Larrañaga wurde am 19. März 1900 in San Andrés de Giles in der Provinz Buenos Aires als Sohn baskischer Einwanderer geboren. Er studierte ab 1916 Kunst an der Nationalen Hochschule der Bildenden Künste in Buenos Aires, wo er ab 1921 als Professor für Zeichnen tätig war.
Ende 1924 reiste Larrañaga nach Europa und besuchte Italien, Frankreich, Belgien, England und Spanien, wo er mehrere Jahre blieb. Er lebte und arbeitete in Córdoba und Madrid. 1926 wurde er bei der Biennale in Venedig ausgezeichnet. 1931 kehrte er nach Buenos Aires zurück. In der Folgezeit erhielt er in Argentinien mehrere nationale Auszeichnungen, unter anderem 1936 den Grand Prix des Salón Nacional de Artes Visuales für das Bild Entre telones (Hinter den Kulissen).
1937 heiratete er Isabel Roca. Im selben Jahr entstand das Bild Mi esposa (Meine Frau), für das Larrañaga auf der Pariser Weltausstellung mit einer Goldmedaille ausgezeichnet wurde.
1945 wurde Larrañaga Direktor der Escuela Nacional de Bellas Artes „Prilidiano Pueyrredón“ in Buenos Aires. 
Larrañagas künstlerische Laufbahn war geprägt von verschiedenen Phasen, in denen er in seinen Bildern unterschiedliche  traditionelle Techniken anwendete.  Es entstanden vor allem Porträts, Stillleben und Landschaften. Besonders die Umgebung der Stadt Tandil inspirierte ihn zu zahlreichen Werken. 
Die Welt des Zirkus und seine Figuren, vor allem die Clowns, charakterisiert die letzte Etappe seiner Arbeit.
Als Anhänger des Peronismus wurde Larrañaga nach dem Militärputsch im September 1955 als peronistischer Künstler und Maler des Regimes politisch verfolgt. Seine Werke wurden aus den öffentlichen Sammlungen entfernt. Mehrere seiner Gemälde, darunter Porträts von Juan Perón und Eva Perón wurden vermutlich zerstört.
Am 29. Juli 1956 starb Enrique de Larrañaga in Buenos Aires. Obwohl Larrañaga in der ersten Hälfte des zwanzigsten Jahrhunderts einer der am häufigsten ausgezeichneten argentinischen Künstler war, geriet er nach seinem Tod schnell in Vergessenheit.
Vom 17. Dezember 2013 bis 28. Februar 2014 präsentierte das Museo Nacional de Bellas Artes in Buenos Aires das Werk Larrañagas in einer umfassenden Retrospektive.